# Michelle Edwards
Michelle Edwards (Boston, 6 marzo 1966) è un'ex cestista, dirigente sportivo e allenatrice di pallacanestro statunitense, professionista nella WNBA.

## Carriera
Con gli Stati Uniti ha disputato i Giochi panamericani de L'Avana 1991.